# Augustin Ferrero
Augustin Ferrero, né à Biella et mort en 1536, est un prélat italien   du XVIe siècle. Il est fils de  Sebastiano Ferraro et Tomena Avogadro  et frère des cardinaux Jean Étienne et Boniface.

## Biographie
Augustin Ferrero est camérier du pape Jules II. Il est  administrateur du diocèse de Nice de 1506  à 1511 et  succède son frère Boniface comme évêque d'Ivrée en 1511.